# La Zarra
Fatima-Zahra Hafdi, coneguda artísticament com La Zarra   (Montreal, 25 d'agost de 1987), és una cantant canadenca.
La Zarra va néixer a Montreal de pares d'origen marroquins. El 2016 va sortir el seu primer senzill, Printemps blanc, un duet amb el raper Niro, seguit per Tu t'en iras el 2021 i el seu primer àlbum Traîtrise al desembre del mateix any.
El gener 2023, France Télévisions va publicar que La Zarra va ser elegida per representar França en el Festival de la Cançó d'Eurovisió 2023, que se celebrarà a la ciutat britànica de Liverpool.